# Euryopis estebani
Euryopis estebani är en spindelart som beskrevs av Gonzalez 1991. Euryopis estebani ingår i släktet Euryopis och familjen klotspindlar. Inga underarter finns listade i Catalogue of Life.